# Сумський лікеро-горілчаний завод
ТОВ «Горобина» або Сумський лікеро-горілчаний завод (Сумський ЛГЗ) — велике історичне підприємство лікеро-горілчаної промисловості, розташоване в місті Сумах. Одне з небагатьох лікеро-горілчаних підприємств України з понад сторічною історією — бере початок від приватної гуральні 1897 року, і є єдиним виробником горілки й лікеро-горілчаної продукції в Сумській області. Славиться настоянками, лікерами і горілкою на травах.
Підприємство розташоване неподалік сумського середмістя на історичній вулиці за адресою:
вул. Петропавлівська, буд. 121, м. Суми, 40021, Україна.
Директор ТОВ «Горобина» — Пузько Олег Володимирович.
На автоматизованих лініях заводу виготовляють понад 30 видів алкогольної продукції: горілка, гіркі настоянки, бальзам, вермути лікерні з коньяком, квас, сидр, морс. Усі напої виробляють під торговими марками «Горобина», «Сумський Двір», «Губернія», "Sumska gorobina", "Дух царей", "Дворянский графин".
Продукція підприємства неодноразово була відзначена численними українськими й міжнародними нагородами. Завдяки стабільній якості й оригінальній рецептурі виготовлених напоїв, ТОВ «Горобина» займає важливу позицію на ринку алкогольної продукції в Сумській області, продовжує розширювати збут на зовнішні ринки ближнього й далекого зарубіжжя.

## З історії підприємства

### Початки гуральництва на Сумщині
У 1669 році московський царський уряд видав грамоту, яка скасувала для полків, що заселили Слобожанщину, податки на гуральні, броварні і шинки. Через 30 років російський цар Петро I підтвердив усім п'ятьом слобідським полкам право вільно курити горілку та шинкарити її, не сплачуючи жодних мит і податків, але при тому не припиняти боротьбу з татарами. Жалувані грамоти вплинули на заселення Слобідської України: вони дали переселенцям багато пільг, які стосувалися, перш за все, винокуріння — одного з головних промислів слобожанців. 
Розмах гуральництва й торгівлі горілкою в ті часи на території сучасних Сумщини й Харківщини був дуже великим. Горілку купували барилами й куфами (бочками) для шинків, а власники гуралень посилали її на продаж у Черкаськ, Ростов, Крим, Полтаву, Новоросійську та інші губернії Російської імперії. Дані 1781 року вказували, що на Слобожанщині було 1 643 гуральні, де гнали відмінну українську горілку. Таким чином, з упевненістю можна стверджувати, що сумська горілка — спадкоємиця слобожанської горілки.

### Заснування й розвиток ЛГЗ у Сумах до революції
У «Харківському календарі» за 1885 рік станом на 1883 у місті Сумах значився один горілчаний завод, на якому працювало двоє людей. У повіті було 14 гуралень, що виробляли продукцію на суму близько 240 000 рублів. Працювало на винокурнях 439 осіб. 
Горілчаний завод у Сумах згадано лише у 1883 році, по тому жодних відомостей про нього не було. Тож згідно з даними Сумської повітової переписної комісії за 1896 рік, у місті Суми горілчаних і винокурних заводів уже не було. 
На той час місто Суми та Сумський повіт перебували у віданні акцизного управління 3-го округу Харківської губернії. Після вивчення документів Акцизного Управління стало відомо, що в книзі № 8 про видані патенти на 1897 рік під номером 522 за 12 липня 1897 року в графі «Кому виданий патент» зазначено: виданий «Гриненку Прокофію Семеновичу, купцеві горілчаного заводу в місті Сумах у своєму домі». За патент сплачено 112 руб. 50 коп. Саме цю дата й вважають датою створення Сумського лікеро-горілчаного заводу.
За рік до того, у 1896 році був побудований державний винний склад № 7, що функціонує й дотепер як один з цехів Сумського лікеро-горілчаного заводу. Його звели на міському вигоні, ніби в продовження Петропавлівської вулиці. Склад являв собою підвали для зберігання спиртних напоїв. 
Купець Гриненко виробляв настоянки, наливки, лікери, а склад від 1898 року розпочав випуск горілки для державних крамниць, ставши, таким чином, монополістом — спершу на території Харківської губернії, а від 1902 року подібна монополія діяла в межах усієї імперії. 
На підставі документальних даних, можна припускати, що на Сумському горілчаному заводі діяло «холодне очищення» через деревне вугілля. 100 пудів доброго вугілля були здатні очистити 3 000 відер 45-градусного спирту. Фільтрування здійснювалося в дерев'яних (дубових) збанах. Влаштовано це було так: у підвалі заводу містився так званий сортувальний збан, куди вливали спирт і воду, доводячи до потрібної міцності (40-45°) за спиртометром Траллеса. Над сортувальним збаном розміщували перший фільтрувальний, а потім терасоподібно ще 3 таких же ємності. Розведений водою спирт з сортувального збана перекачувався насосом у перший (верхній) фільтраційний збан на шар вугілля, через який повільно перетікав у другий, залишаючи у вугіллі сивушне масло. З другого збана суміш переходила у третій і четвертий. З останнього витікала вже чиста горілка. Таке очищення було порівняно недорогим і повністю забезпечувало потреби невеликого заводу. 
По-іншому було влаштовано очисне відділення на складі № 7. При первинному будівництві очищення не передбачалася, оскільки приміщення було призначено суто для складських функцій: зберігання спирту, розведення та доставка в державні магазини горілки на продаж. У подальшому в штаті складу з'явилися робітники фільтраційного, мийного, парового, розливного, розбірного посуду та інших відділень. Основне будівництво, власне налагодження виробництва на складі розгорнулося в 1909—10 роках. Так, на складі встановили обладнання Денгацера і Гейзера, виготовлене у Москві. Тут уже, окрім вугілля, застосовувалися піщані фільтри, шари дрібної пемзи, пропуск суміші через сукно тощо. Відпуск горілки здійснювався не лише діжками, але щоразу більше у скляних посудинах, у пляшках від 3 літрів — від 1/4 (чверть) до 1/40 (сороковка) відра.
Горілчані підприємства у Сумах практично не працювали від 1914 року, коли 2 серпня російський царський уряд ухвалив постанову про припинення продажу горілки на період війни (1914—18) та про зосередження в руках держави всього виробництва етилового спирту для технічних потреб фронту і медичних цілей. 
У 1919 році державний винний склад № 7 поглинув завод П. С. Гриненка.  
Таким чином, сучасний Сумський лікеро-горілчаний завод має 2 двох попередників: горілчаний завод Гриненка, що спеціалізувався на випуску гірких і солодких горілок та Сумський державний винний склад № 7, що підкорявся казенної продажу питей, Харківського акцизного управління Міністерства Фінансів Російської Імперії.

### Сумський ЛГЗ за СРСР
Встановлення радянської влади на початку 1918 року, а потім знову в 1919 році, безумовно, призвели до виконання перших декретів, в тому числі і націоналізації підприємств. З'являються документи з різними найменуваннями: «Сумський спиртовий завод», «народний склад № 7», «казенний склад № 7».
Від весни 1919 року, з націоналізацією горілчаного заводу Гриненка, Сумський ЛГЗ став єдиним горілчаним підприємством у місті.
У 1927—28 роках промисловість Сум виробила продукції на суму 35,8 млн рублів, з них 582 400 «червоних карбованців» — Сумський спиртогорілчаний завод. 
У документах за 1936 Сумський горілчаний іноді іменується «Сумським державним складом № 7» або «Сумським державним спиртзаводом», хоча власне спирту підприємство ніколи не виробляло, а отримувало його від спиртзаводів. У ці роки завод підпорядковувався Харківському спиртотресту Головспирту УРСР. 
У період ІІ Світової війни у 1941—42 роки завод не працював. Окупаційній німецькій владі тимчасово вдалося налагодити випуск горілки в 1943 році (ручний розлив). Сумський лікеро-горілчаний завод значно постраждав у війну — був повністю зруйнований, не залишилося жодного збереженого цеху.  
Вже після приходу радянських військ 22 січня 1944 року в області був утворений Сумський спиртотрест, і почалося відновлення заводу. Вже у цьому (1944), коли ще до ладу не вичистили завали і приміщення, підприємство одержало від Сумського спиртотресту виробничий план на випуск 4 000 дкл горілки, 2 000 дкл морсів, 500 дкл соків. Тоді ж був сформований перший асортимент спиртвиробів: за гіркими — 5 видів, за солодкими — 5 видів, лікерів — 1 вид. На заводі тоді працював 61 робітник. Виробіток продукції на одного робітника склав 55 000 рублів. 
У 1948 році Сумським лікеро-горілчаним заводом було випущено 60,6 тис. дкл. горілки та 11,1 тис. дкл. лікеро-горілчаних виробів. На 1949 рік вже планувалося довести випуск до 163 тис. дал горілки і 17 тис. дал солодких настоянок, а кількість працюючих довести до 90 осіб. Однак через брак тари та з інших причин у 1949 році було випущено 138,4 тис. дал горілки, 7 тис. дал гірких і 3,6 тис. дал солодких настоянок. Число працюючих сягнуло 100 осіб. Значно збільшився асортимент. Так, серед гірких настоянок були: «Анісова», «Англійська біла», «Біла гірка», «Вишнева настойка», «Гірський дубняк», «Звіробій», «Кубанська аматорська», «Лимонна», «Перцівка», «Кминна»; солодкі настоянки: «Вишнева наливка», «Запіканка», «Слив'янка», «Спотикач», «Вишнева настойка», «Журавлинна», «Ніжинська горобинова», «Яблучна настоянка»; були випущені такі лікери: «Вишневий», «Сливовий», «Чорносливовий», «Журавлинний», «Яблуневий», «Горобиновий». Завод мав оптово-збутові бази в Шостці, Конотопі, Глухові, Ромнах та Охтирці. 
У 1953 році завод приступив до випуску горілки «Столична», у наступному (1954) — підприємство стало випускати таку популярну на той час горілку як «Старка». 
У 1955 році вже було випущено 340 тис. дал продукції, чисельність усіх працюючих досягла 133 особи.
1958 рік — у посудний цех заводу надійшла пляшкомийна машина з нержавіючої сталі, виготовлено 4 фільтропіщаника, пробурено свердловину, обладнано насосну станцію, поставлений напірний резервуар. 
У 1966 році на заводі були встановлені 2 автомати ВЕМ ємністю 0,5 і 0,25 л. 
Станом на 1969 рік Сумський лікеро-горілчаний завод випускав вже понад 1 млн декалітрів горілки. 
У 1975 році в асортименті продукції сумського горілчаного з'явилися такі сорти горілки як «Екстра», «Старокиївська», «Українська горілка 45 °», «Петровська», «Стрілецька 3 °», а 1977 року була розроблена технологія виробництва нової гіркої настоянки «Сумська горобинова», що завоювала визнання у багатьох країнах світу, наступного року (1978) — запроваджено випуск нової продукції — горілка «Посольська».
Протягом 1982—84 років було змонтовано нову лінію розливу, споруджено матеріальний і тарний склади, замінено автомати укладання, проведено інші інженерно-технічні роботи; побудовано й запущено в експлуатацію сучасну котельню, обладнану двома економними паровими котлами ДКВР 2,5—1,3, з поверхнею нагрівання 90 м². І в тому ж (1984) році встановлено і введено в експлуатацію нове водоочищення, що складалося з 8-ми натрій-катіонних фільтрів діаметром 1 000 мм, що дозволило повністю забезпечити котельню, посудомийне відділення і виробництво горілки очищеною водою. 
З початком антиалкогольної кампанії, оголошеної тодішнім радянським очільником М. С. Горбачовим, у 1985 році надійшов наказ припинити виробництво лікеро-горілчаних виробів, а замість цього — план на виробництво сиропів, соків, коктейлів. Відтак, Сумський ЛГЗ перейшов на випуск цієї продукції. 
У 1988 році на базі підприємства «Сумський лікеро-горілчаний завод» було організовано виробниче об'єднання (ВО) «Спирткрохмальпром», до складу якого увійшли: лікеро-горілчаний завод, 3 спиртзаводи, 2 крохмальних заводи. 

### Підприємство у незалежній Україні
З грудня 1992 року завод працював в умовах державної оренди. За цей час колективом заводу було створене сучасне підприємство з виробництва лікеро-горілчаної продукції. 
У 1996—97 роках більша частина прибутків підприємства була спрямована на технічне переобладнання виробництва, було придбано і встановлено дві лінії розливу і машина для миття пляшок італійського виробництва, встановлені автомати з наклеювання акцизних марок, було закуплено та встановлено обладнання для демінералізації води методом зворотного осмосу. 
У період 1990—96 років були розроблені рецептури таких високоякісних горілчаних напоїв як: горілка «Гусарська», «Ярославна», «Сухановська» і бальзам «Суми». 
У січні 2001 року на базі орендного підприємства «Сумський лікеро-горілчаний завод» була створена фірма «Горобина» (нині ТОВ), яка продовжила славну справу сумських майстрів горілки. 
У теперішній час (2000-ні) близько третини лікеро-горілчаної продукції на прилавках магазинів у обласному центрі Сумах і значна частка в області становить продукція ТОВ «Горобина».